# リーガ・エスパニョーラ1929-1930
この項目では、1929-30年シーズンのリーガ・エスパニョーラ (ラ・リーガ、プリメーラ・ディビシオン)について述べる。
リーガ・エスパニョーラ1929-1930は、スペインのプロサッカーリーグ、リーガ・エスパニョーラの2回目のシーズンである。
1929年12月1日に開幕し、1930年3月30日に閉幕した。前年度と同じく10チームの2回戦総当たりであるが、最下位チームは入れ替え戦出場ではなくセグンダ・ディビシオンに自動降格する規則になった。アスレティック・ビルバオが全試合無敗で初優勝した。

## レギュレーション
1929-30年シーズンのプリメーラ・ディビシオンは、スペイン・サッカー連盟によって運営された<。
- リーグは1グループで構成されスペイン国内に所在する10クラブが所属する。
- ラウンド・ロビン制を採用し、各チームは互いにホームとアウェイで1回ずつ、計2回対戦する。
- リーグは合計18週(18 Jornadas)で終了する。特記の無い限り、週を「節」と呼称する。
- 順位決定法は勝ち点を最優先する。勝利は勝ち点2、引き分けは勝ち点1、敗北は勝ち点0である。
- 勝ち点が同じ場合は、得失点差が優れているチームが劣るチームの順位を上回る。
- 勝ち点・得失点差が同じ場合、当該対戦の勝ち点＞当該対戦の得失点差>総得失点差＞総得点の順に比較する。
- 全日程終了時に最も勝ち点が多いチームは優勝である。
- 前シーズンの昇降格決定に用いた入れ替え戦は廃止された。
- 全日程終了時に最下位が決定したチームはセグンダ・ディビシオンに自動降格する。
- 入れ替わりに、セグンダ・ディビシオン1929-30の1位チームが自動昇格する。
- ゴールキーパーのみ選手交代をすることが可能となった。
- フィールドプレーヤーを交代させることは出来ない[注釈 1]。

## 1929-30年シーズンのリーガ・エスパニョーラのチーム
| クラブ                   | ホームタウン         | スタジアム                   | 収容人数 |
| ------------------------ | -------------------- | ---------------------------- | -------- |
| アレナス・デ・ゲチョ     | ゲチョ               | イバイオンド                 | 18,000   |
| アスレティック・ビルバオ | ビルバオ             | サン・マメス                 | 18,000   |
| アトレティコ・マドリード | マドリード           | メトロポリターノ             | 17,000   |
| FCバルセロナ             | バルセロナ           | ラス・コルツ                 | 23,000   |
| RCDエスパニョール        | バルセロナ           | エスタディ・デ・サリア       | 18,000   |
| CDエウロパ               | バルセロナ           | カンプ・ダル・ギナルドー     | 18,000   |
| ラシン・サンタンデール   | サンタンデール       | エル・サルディネーロ         | 12,000   |
| レアル・マドリード       | マドリード           | チャマルティン               | 16,500   |
| レアル・ソシエダ         | サン・セバスティアン | エスタディオ・デ・アトーチャ | 12,000   |
| レアル・ウニオン         | イルン               | スタジアム・ガル             | 12,000   |

ラシン・サンタンデールが入れ替え戦に勝利し残留したため、前年度と全く同じ10チームで争われた。

## 結果
前年度の王者FCバルセロナが第1節終了時に首位に立つと、7試合無敗で首位をキープして年を越した。だが第8節にバルセロナ・ダービー、第9節にレアル・マドリードとのエル・クラシコを立て続けに大差で落とすと、無敗で2位につけていたアスレティック・ビルバオが第9節終了時に首位へ浮上。大差勝利で得失点差を稼ぎ、7連勝を含む無敗を最後まで維持。2節を残して初優勝を決めた。なお、リーグ終了から約2か月後の6月1日にはコパ・デル・レイも制覇して二冠も達成。得点王ゴロスティサは前年のパコ・ビエンソバスの17点を超える1シーズン20点を記録。チームもリーグ最多の68得点に失点も最少の28、キーパーのグレゴリオ・ブラスコが最少失点・最少失点率を記録。アスレティック・ビルバオが圧倒的な強さを見せたシーズンとなった。
残留争いは序盤にレアル・マドリードなどが最下位に沈み、その後は前年最下位のラシン・サンタンデールが第8節終了時から第13節開始前まで最下位に落ちたまま抜け出せなかった。しかしラシンは第13節でホームでFCバルセロナを2-1で下すなどホームで強さを見せ、少しずつ浮上して第16節終了時に残留を確定。これと前後して、最終的にアトレティコ・マドリードとCDエウロパの争いとなった。第14節終了後からはCDエウロパが最下位に定着していたが、残留を決めた直後のラシンを5-0で下し5連敗を止めるなど、ラスト2試合で粘りを見せ連勝。逆にアトレティコ・マドリードはラスト3試合に全敗し、最終節で追い抜かれて最下位に転落。セグンダ・ディビシオンへの降格第1号となってしまった。

### 最終順位
| 順 | チーム                       | 試 | 勝 | 分 | 敗 | 得 | 失 | 差  | 点 | 降格     |
| -- | ---------------------------- | -- | -- | -- | -- | -- | -- | --- | -- | -------- |
| 1  | アスレティック・ビルバオ (C) | 18 | 12 | 6  | 0  | 63 | 28 | +35 | 30 |          |
| 2  | FCバルセロナ                 | 18 | 11 | 1  | 6  | 46 | 36 | +10 | 23 |          |
| 3  | アレナス・クルブ・デ・ゲチョ | 18 | 9  | 2  | 7  | 51 | 40 | +11 | 20 |          |
| 4  | RCDエスパニョール            | 18 | 9  | 2  | 7  | 40 | 33 | +7  | 20 |          |
| 5  | レアル・マドリード           | 18 | 7  | 3  | 8  | 45 | 42 | +3  | 17 |          |
| 6  | レアル・ウニオン             | 18 | 6  | 5  | 7  | 48 | 52 | −4  | 17 |          |
| 7  | レアル・ソシエダ             | 18 | 5  | 4  | 9  | 34 | 37 | −3  | 14 |          |
| 8  | ラシン・サンタンデール       | 18 | 7  | 0  | 11 | 32 | 58 | −26 | 14 |          |
| 9  | CDエウロパ                   | 18 | 6  | 1  | 11 | 29 | 44 | −15 | 13 |          |
| 10 | アトレティコ・マドリード (R) | 18 | 5  | 2  | 11 | 32 | 50 | −18 | 12 | 自動降格 |

1. ↑  アレナス・クルブ・デ・ゲチョはRCDエスパニョールに対し2-0、0-1の1勝1分・当該対戦得失点差で優るため順位が上回った。
2. ↑  レアル・マドリードはレアル・ソシエダに総得失点差で優るため順位を上回った。
3. ↑  レアル・ソシエダはラシン・サンタンデールに対し7-0、0-2の1勝1分・当該対戦得失点差で優るため順位が上回った。

### 勝敗表
| ホーム / アウェイ            | ARE | ATH | ATM | BAR | ESP | EUR | RAC | RMA | RSO | RUN |
| ---------------------------- | --- | --- | --- | --- | --- | --- | --- | --- | --- | --- |
| アレナス・クルブ・デ・ゲチョ | —   | 3–3 | 2–1 | 1–3 | 2–0 | 2–3 | 5–1 | 5–1 | 3–1 | 7–2 |
| アスレティック・ビルバオ     | 5–2 | —   | 6–1 | 4–3 | 6–0 | 3–0 | 4–0 | 2–1 | 2–2 | 5–2 |
| アトレティコ・マドリード     | 1–3 | 3–4 | —   | 3–2 | 2–0 | 5–3 | 3–1 | 2–1 | 1–1 | 3–3 |
| FCバルセロナ                 | 3–1 | 1–1 | 4–2 | —   | 5–4 | 2–1 | 5–0 | 1–4 | 3–0 | 4–2 |
| RCDエスパニョール            | 1–0 | 2–2 | 1–0 | 4–0 | —   | 1–2 | 3–0 | 8–1 | 3–1 | 3–1 |
| CDエウロパ                   | 1–2 | 2–2 | 2–0 | 0–3 | 1–2 | —   | 5–0 | 1–2 | 3–2 | 0–1 |
| ラシン・サンタンデール       | 2–5 | 2–3 | 3–2 | 2–1 | 4–1 | 6–1 | —   | 2–0 | 2–0 | 4–2 |
| レアル・マドリード           | 5–2 | 2–3 | 4–1 | 5–1 | 2–4 | 6–1 | 6–0 | —   | 1–1 | 2–2 |
| レアル・ソシエダ             | 4–4 | 1–7 | 2–0 | 1–2 | 1–0 | 2–0 | 7–0 | 4–0 | —   | 2–3 |
| レアル・ウニオン             | 3–2 | 1–1 | 8–2 | 1–3 | 3–3 | 3–4 | 6–3 | 2–2 | 3–2 | —   |

### 昇格チーム
デポルティーボ・アラベスがセグンダ・ディビシオン1929-30で優勝し、プリメーラ・ディビシオン昇格を決めた。

## 得点ランク・記録
| 得点者                                   | 得点数 | 出場数 | 得点率 | チーム                       |
| ---------------------------------------- | ------ | ------ | ------ | ---------------------------- |
| ギジェルモ・ゴロスティサ                 | 19     | 17     | 1.11   | アスレティック・ビルバオ     |
| ガスパル・ルビオ                         | 18     | 17     | 1.12   | レアル・マドリード           |
| サンティアゴ・ウルティスベレア           | 18     | 16     | 1.13   | レアル・ウニオン             |
| ビクトル・ウナムノ                       | 15     | 16     | 0.83   | アスレティック・ビルバオ     |
| マヌエル・グルチャガ                     | 14     | 17     | 0.82   | アレナス・クルブ・デ・ゲチョ |
| ルイス・レゲイロ                         | 14     | 18     | 0.78   | レアル・ウニオン             |
| ホセ・イララゴリ                         | 13     | 13     | 1.00   | アスレティック・ビルバオ     |
| マルティ・バントゥラー                   | 12     | 15     | 0.80   | RCDエスパニョール            |
| ルイス・マルティン                       | 12     | 17     | 0.71   | アトレティコ・マドリード     |
| アンジャル・アルチャ                     | 12     | 15     | 0.80   | FCバルセロナ                 |
| ハビエル・リベーロ                       | 10     | 16     | 0.63   | アレナス・クルブ・デ・ゲチョ |
| イグナシオ・マリオ・アルコルタ・エルモソ | 10     | 16     | 0.63   | レアル・ソシエダ             |
| トマス・バスティット                     | 10     | 17     | 0.590  | CDエウロパ                   |

### 一試合最多得点試合：9点
レアル・ウニオン8-2アトレティコ・マドリード(第13節)

### ホームチーム最大点差勝利：7点差
RCDエスパニョール8-1レアル・マドリード(第14節)
レアル・ソシエダ7-0ラシン・サンタンデール(第2節)

### アウェイチーム最大点差勝利：6点差
レアル・ソシエダ1-7アスレティック・ビルバオ(第12節)

### 最少失点ゴールキーパー
グレゴリオ・ブラスコ(アスレティック・ビルバオ)：15試合20失点・一試合平均1.33